# Quinaults
Pour les articles homonymes, voir Quinault.

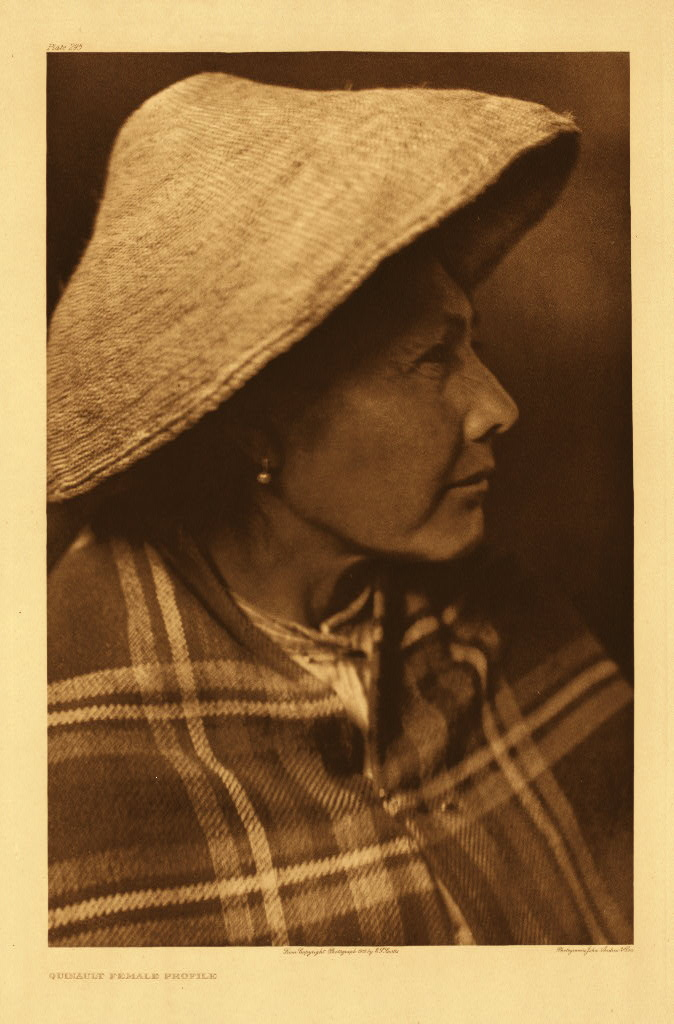
Une indienne Quinault photographiée par Edward S. Curtis en 1913.

Les Quinaults sont un peuple amérindien de langue salishenne originaire de l'ouest de l'État de Washington.
La tribu vit non loin de l'océan Pacifique et dispose d’une réserve indienne au nord-ouest de la péninsule Olympique. La tribu parle traditionnellement le quinault, langue de la famille des langues salishennes.

## Réserve
La réserve amérindienne s’étend sur les comtés de Grays Harbor et de Jefferson. Elle couvre une superficie de 819,294 km2 pour 1 370 habitants (recensement de 2000). Cette réserve leur a été donnée à la suite de la signature d’un traité de paix en 1856. 70 % de la population habite dans la localité de Taholah, à l’embouchure du fleuve Quinault.